# Rysy
Rysy és una muntanya dels Alts Tatra, a la frontera entre Polònia i Eslovàquia. Rysy té tres pics: el del mig té 2.503 m; el del nord-oest 2.419 m i el del sud-est 2.473 m. El pic nord-occidental és el punt més alt de Polònia; els altres dos pics estan al costat eslovac de la frontera, a la regió de Prešov.

## Nom
Els experts proposen que el terme polonès i eslovac Rysy, significant 'esgarrapades' o 'esquerdes', es refereix a una sèrie de solcs, bé aquells dels vessants occidentals de la serralada Żabie o bé el molt prominent gran solc de 500 m d'alçada i d'altres de menor mida al costat nord. Una explicació folklòrica per la banda eslovaca diu que el nom ve de la paraula en plural rysy, que significa 'linxs', tot i que l'hàbitat del linx no s'estén per damunt de la línia de bosc.

## Història

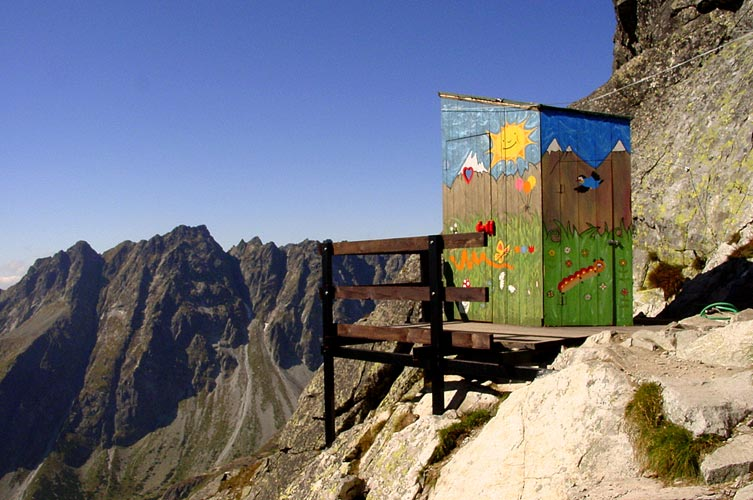
Un lavabo exterior del refugi Chata pod Rysmi

El primer ascens conegut el feren el 1840 Ede Blásy i el seu guia Ján Ruman-Driečny. El primer ascens hivernal el realitzaren el 1884 Theodor Wundt i Jakob Horvay. Al segle xx, les autoritats comunistes divulgaren la suposició no documentada que Vladímir Lenin ascendí aquesta muntanya en algun moment a començaments dels anys 1910.

## Turisme
Rysy és el pic més alt de les muntanyes Tatra que és accessible per a turistes individuals a peu sense un guia de muntanya. És possible ascendir al pic des del costat eslovac, començant a Štrbské pleso i passant Chata pod Rysmi, un refugi de muntanya a una alçada de 2.250 m, obert durant l'estació d'estiu. La muntanya es pot pujar també des del costat polonès venint des del llac Morskie Oko, que és una ruta més inclinada i dura.

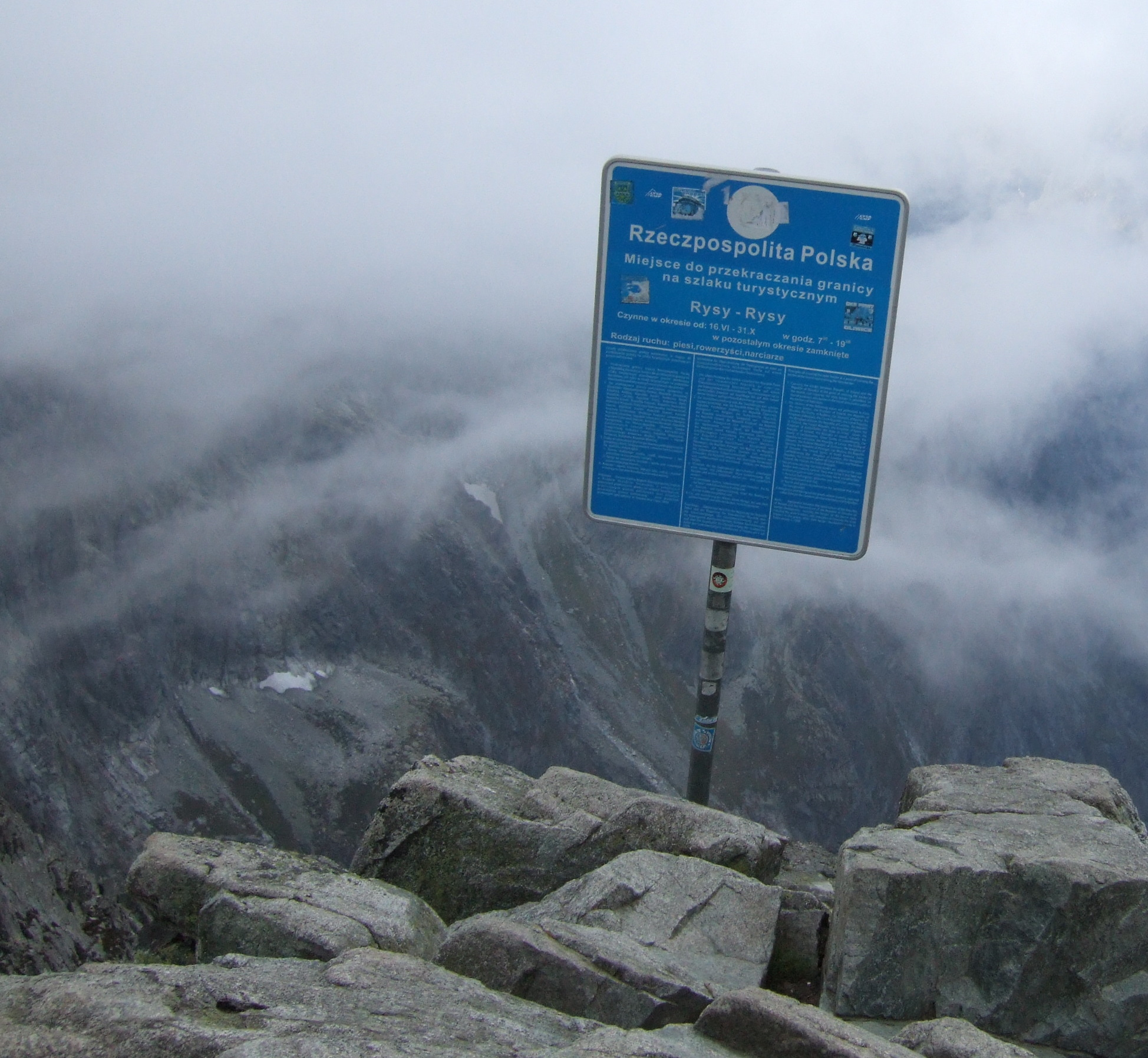
La frontera al pic

Des de l'any 2000, fins que els controls fronterers entre els dos països s'aboliren el 2007, hi hagué un post fronterer pedestre al pic, operant diàriament entre l'1 de juliol i el 30 de setembre des de les 7h fins a les 19h.